# Diponthus paulista
Diponthus paulista är en insektsart som beskrevs av Rehn, J.A.G. 1939. Diponthus paulista ingår i släktet Diponthus och familjen Romaleidae. Inga underarter finns listade i Catalogue of Life.